# Emília Vášáryová

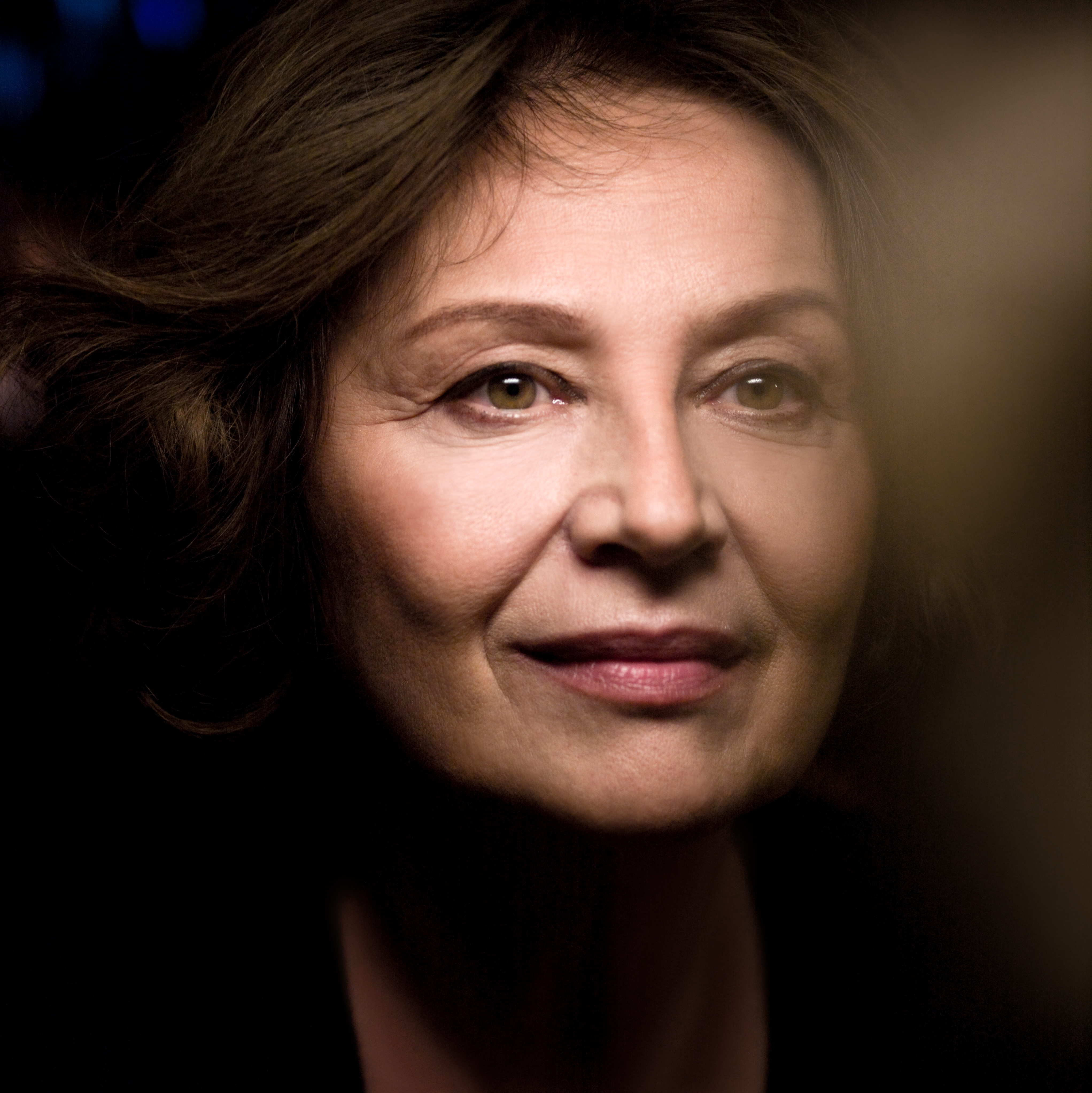
Emília Vásáryová.

Emília Vásáryová, född 18 maj 1942 i Horná Štubňa, första Slovakiska republiken, är en slovakisk skådespelare inom film och teater. Hon utbildade sig vid scenkonstakademien i Bratislava där hon tog examen 1964. Hon filmdebuterade 1958 i en liten roll i Szent Péter esernyöje (översatt: Sankte Pers paraply) och fick sitt genombrott med en av huvudrollerna i En dag kom en katt 1963. Hon har sedan dess medverkat i över 130 filmer och TV-serier. 2004 tilldelades hon filmpriset Tjeckiska lejonet för sin roll i filmen Horem pádem.
Hon är syster till skådespelaren och politikern Magda Vášáryová.

## Filmografi, urval
- 1962 – Polnocná omsa
- 1963 – En dag kom en katt
- 1964 – En narrkrönika
- 1966 – Lidé z maringotek
- 1970 – Medená veza
- 1997 – Orbis Pictus
- 1999 – Pelíšky
- 2004 – Horem pádem
- 2015 – Eva Nová